# São Roberto (Maranhão)
São Roberto é um município brasileiro do estado do Maranhão. Localiza-se na microrregião do Médio Mearim, na Região de Desenvolvimento homônima à anterior e mesorregião do Centro Maranhense. Em 2022, sua população era de 4.544 habitantes e a densidade demográfica era de 20,03 habitantes por quilômetro quadrado, segundo o IBGE. De acordo com estimativa do IBGE de 2024, e área de 226,811 km². Foi criado, pela Lei Nº 6.188, de 10 de novembro de 1994 a ser desmembrado do município de Esperantinópolis.
O município de São Roberto limita-se ao Norte com o município de Esperantinópolis; ao Sul com o município de São Raimundo do Doca Bezerra; ao leste com o município de Barra do Corda e ao oeste com o município de Lago da Pedra.

## Subdivisões
Os bairros do município são Santa Cruz e Santo Antônio. Além disso, a zona rural é composta por diversas localidades, frequentemente referidas como povoados ou pequenos distritos.

## Geografia
A área do município de São Roberto é de 226,811 quilômetros quadrados, o que o coloca na posição 210 dentre as 217 municípios do estado do Maranhão.

### Demografia
De acordo com o Censo Demográfico de 2022, a população de São Roberto era de 4.544 habitantes e a densidade demográfica era de 20,03 habitantes por quilômetro quadrado. Comparando-se com outros municípios do estado do Maranhão, ficava nas posições 215 e 105 de 217. Já estimativa de crescimento para o ano de 2024 era de 4.602 pessoas.
Educação
Em 2010, a taxa de escolarização de crianças entre 6 e 14 anos em São Roberto era de 96,4 %, colocando o município na 128 colocação entre os 217 do estado. Quanto ao Índice de Desenvolvimento da Educação Básica (IDEB) referente ao ano de 2023, os anos iniciais do ensino fundamental na rede pública apresentaram índice de 4,5 enquanto os anos finais atingiram 3,4.
| Taxa de escolarização de 6 a 14 anos de idade [2010]             | 96,4 %         |
| IDEB – Anos iniciais do ensino fundamental (Rede pública) [2023] | 4,5            |
| IDEB – Anos finais do ensino fundamental (Rede pública) [2023]   | 3,4            |
| Matrículas no ensino fundamental [2023]                          | 806 matrículas |
| Matrículas no ensino médio [2023]                                | 202 matrículas |
| Docentes no ensino fundamental [2023]                            | 91 docentes    |
| Docentes no ensino médio [2023]                                  | 16 docentes    |
| Número de estabelecimentos de ensino fundamental [2023]          | 13 escolas     |
| Número de estabelecimentos de ensino médio [2023]                | 1 escolas      |

Fonte: IBGE

## Economia
Em 2021, o Produto Interno Bruto (PIB) per capita de São Roberto foi de R$ 6.677,17, valor que colocava o município na 195 posição entre os 217 do estado do Maranhão. Já em 2023, as receitas oriundas de fontes externas representavam 96,41 % do total arrecadado pelo município, o que o posicionava em 28 lugar no ranking estadual.
| PIB per capita [2021]                                                                           | 6.677,17 R$      |
| Índice de Desenvolvimento Humano Municipal (IDHM) [2010]                                        | 0,516            |
| Total de receitas brutas realizadas [2023]                                                      | 38.342.845,66 R$ |
| Transferências correntes (Percentual em relação às receitas correntes brutas realizadas) [2023] | 96,41 %          |
| Total de despesas brutas empenhadas [2023]                                                      | 40.309.632,80 R$ |

Fonte: IBGE
| Salário médio mensal dos trabalhadores formais [2022]                                             | 1,8 salários mínimos |
| Pessoal ocupado [2022]                                                                            | 537 pessoas          |
| População ocupada [2022]                                                                          | 11,82 %              |
| Percentual da população com rendimento nominal mensal per capita de até 1/2 salário mínimo [2010] | 59,4 %               |

Fonte: IBGE